# Raúl Horacio Scarrone Carrero
Raúl Horacio Scarrone Carrero (* 18. April 1931 in Montevideo; † 4. Mai 2021) war ein uruguayischer Geistlicher und römisch-katholischer Bischof von Florida. Er war Präsident der Bischofskonferenz von Uruguay.

## Leben
Raúl Scarrone empfing am 24. September 1955 die Priesterweihe für das Erzbistum Montevideo. Er war von 1972 bis 1982 Rektor des Priesterseminars Cristo Rey.
Papst Johannes Paul II. ernannte ihn am 13. Oktober 1982 zum Weihbischof in Montevideo und zum Titularbischof von Ulpiana. Die Bischofsweihe spendete ihm der Erzbischof von Montevideo, Carlos Parteli Keller, am 12. Dezember desselben Jahres; Mitkonsekratoren waren Roberto Reinaldo Cáceres González, Bischof von Melo, und José Gottardi Cristelli SDB, Weihbischof in Montevideo.
Am 15. Juni 1987 wurde er zum Bischof von Florida ernannt. Er war Präsident der Bischofskonferenz von Uruguay (CEU) von 1991 bis 1994 und 1997 bis 2000.
Am 15. März 2008 nahm Papst Benedikt XVI. seinen altersbedingten Rücktritt an. Er starb Anfang Mai 2021 im Alter von 90 Jahren. 